# Macquarie
Otok Macquarie ili Macca je otok veličine 128 km² (promjera 34 x 5 km) smješten u južnom dijelu Tihog oceana, na pola puta između Novog Zelanda i Antarktike. 
Upravno pripada australskoj pokrajini Tasmaniji, još od 1900. godine. God. 1978. proglašen je državnim rezervatom Tasmanije, a 1997. godine upisan je na Unescov popis mjesta svjetske baštine u Australiji i Oceaniji zbog svoje iznimne geološke vrijednosti i bioraznolikosti.

## Odlike
Geološki, on je jedini dio Macquarijskog grebena koji je iznad razine mora, a koji je istitnut kada se Australijska tektonska ploča sudarila s Pacifičkom pločom. Tako je ovo jedino mjesto na svijetu gdje su se stijene zemljine kore (6 km ispod razine mora) uzdigle iznad morske površine, i to 250-300 metara iznad mora. Tako većinu njegove površine čine jedinstveni jastuci bazalta i druge rijetke stijene.
Ekološki pripada Podarktičkom otočkom eko-području tundri, zajedno s južnim otocima Novog Zelanda. Otok Macquarie je najveličanstveniji tijekom sezone parenja kada ga doslovno prekrije velika populacija pingvina. Otok je također rasplodno mjesto i za morske slonove, te četiri vrste albatrosa

## Povijest
Otok Macquarie je slučajno otkrio Frederick Hasselborough u srpnju 1810. godine, tijekom potrage za nova lovna područja tuljana, koji ga je prisvojio za Ujedinjeno Kraljevstvo. Otok je dobio ime po tadašnjem upravitelju New South Walesa, Lachlanu Macquarieu. Nijemac Fabian Gottlieb von Bellingshausen je prvi sustavno istražio otok 1820. godine, tijekom svoje misije za ruskog cara Aleksandra I. Od 1810. do 1919. godine sustavnim izlovom, populacija tuljana i pingvina na otoku je gotovo iskorijenjena, advije endemske vrste ptica neletjelica su nestale.
Godine 1877., posada škune Bencleugh doživila je je brodolom na otocima tijekom četiri mjeseca; folklor kaže da su došli vjerujući da postoji skriveno blago na otoku. Brodovlasnik, John Sen Inches Thomson, napisao je knjigu o svom morskom putovanju, uključujući i   vremenu provedenom na otoku. Knjiga, napisana 1912. godine, nosi naslob "Putovanja i lutanja dalekim morima i zemljama.
Od 1890. godine otok Macquarie upravno pripada Tasmaniji, a od 1902. do 1920. koncesiju na otok je imao Joseph Hatch koji je koristio otočku populaciju pingvina za proizvodnju ulja. God. 1911. australci su osnovali meteorološku postaju, koja je napuštena 1915., da bi 1948. Australsko antarktičko povjerenstvo osnovalo Istraživačku postaju koja je i danas aktivna, te njegovih 20 do 40 radnika predstavlja jedino stanovništvo na otoku.
Od 1933. godine otok Macquarie je proglašen za Rezervat prirode za zaštitu ptica, a 1972. godine je postao Državnim rezervatom Tasmanije, da bi 1997. godine postao svjetskom baštinom.
Dana 23. prosinca 2004. godine, potres jačine 8.1 Richterove ljestvice (jedan od najjačih od kada postoje mjerenja potresa) je pogodio otok Macquarie, ali nije prouzročio ozbiljniju štetu.
Geoscience Australia je izdao  Savjete za tsunami poplave za Macquarie' stanicu na otoku . U radu se ukazuje da u određenim scenarijima može se predvidjeti ni upozorenja od tsunamija uzrokovano značajnim lokalnim potresa i da će navodnjavati tjesnac na kojem se postojeća stanica nalazi. Takav Tsunami bi vjerojatno utjecao na druge dijelove obale i kolibe u poljima u blizini obale. Takav značajan potres na Macquarieju bio bi u stanju izazvati veliki tsunami koji bi bio velika opasnost.

## Biljni i životinjski svijet
Flora ima taksonomske afinitete u s drugim subantarktičkim otocima, osobito onima na jugu Novog Zelanda. Biljke rijetko narastu više od 1 m visine, iako je pramen-formiranje trave Poa foliosa može narasti i do 2 m visine u zaštićenim mjestima. Postoji preko 45 vrsta vaskularnih biljnih vrsta i više od 90 vrsta mahovine, kao i mnogi zdenčari i lišajevi. Drvenaste biljke su odsutne. Otok ima pet glavnih vegetacijskih formacija: travnjaci, zeljaste biljke, tresetišta. Endemska flora uključuje jastučastu biljku Azorella macquariensis, travu Puccinellia macquariensis, kao i dvije orhideje -. Nematoceras dienemum i Nematoceras sulcatum.
Fauna nalaze na otoku su: subantarctički krznati tuljan, antarktički krznati tuljan, novozelandski krznati tuljan i morski slonovi - više od 80.000 jedinki ove vrste. 
Makvorijski pingvini (Eudyptes schlegeli) i makvorijski vranci (Leucocarbo purpurascens) su endemske vrste, dok su kraljevski pingvini (Aptenodytes patagonicus), žutouhi pingvini (Eudyptes chrysocome) i žutonogi pingvini (Pygoscelis papua) također prisutni ovdje u velikom broju. Otok je BirdLife International prepoznao kao važno područje za ptice jer uzdržava oko 3,5 milijuna morskih ptice od 13 vrsta.

### Ekološka ravnoteža
Na ekologiju otoku utjecao je ubrzo nakon početak europskih posjeta otoku godine 1810. Otočni tuljani krznaši, morskih slonovi i pingvini ubijani su zbog krzna i masti. Štakori i miševi koji su nenamjerno uvezeni s brodova napredovali su zbog nedostatka prirodnih neprijatelja. Mačke su naknadno uvezene kako držale glodavca dalje od skladišta ljudske hrane. Oko 1870. godine, lovci na tuljane su ostavili zečeve da se ramnožavaju po toku   za njihovu hranu. Do 1970-ih, a zatim 130.000 zečevi su uzrokovali ogromne štete   vegetaciji otoka.
Feral mačke uvedene na otok imale su razarajući učinak na domorodačku populaciju ptica, s procijenjenih 60.000 smrtnih slučajeva godišnje morskih ptica. Od 1985. godine, učinjeni su napori za uklanjanje mačake. U lipnju 2000. godine, posljednja od gotovo 2.500 mačaka je uništena u pokušaju spašavanja morskih ptica. Populacija morskih ptica je reagirala brzo, ali štakori i zečevi i dalje uzrokuju rasprostranjena oštećenja okoliša.
Kunići su se brzo namnožili prije nego im je broj brzo smanjen na oko 10.000 u ranim 1980-tima, kada je uveden miksomatozom. Broje kunića je onda opet porastao na više od 100.000 oko 2006. Glodavci su se hranili mladima pilićima i zečeve, a grickanje travnatog sloja dovelo je do erozije tla i propadanja stijena, uništavajući gnijezda morskih ptica. Kao rezultat toga veliki fragmenti stijena na Macquariju su nagriženi. U rujnu 2006. godine veliko klizište u zaljevu Lusitania, na istočnoj strani otoka, djelomično uništila važnu razmnožavajuću pingvinsku koloniju. Tasmanijski parkovi i Služba za zaštitu divljine klizište sljedeće pripisala kombinaciji teške erozije uzrokovane teškim proljetnih kišama i kunićima.
Istraživanje znanstvenika Australske antarktičke divizije, objavljeno    izdanje "Journal of Applied Ecology" 13. siječnja 2009. Britansko ekološko društvo, sugeriralo je da uspjeh programa iskorjenjivanja feral mačaka   dopustio povećanje populacije kunića, oštećujući ekosustav otoka Macquarie promjenom materijalne vegetacije otoka. Međutim, u komentaru objavljenom u istom znanstvenom časopisu tvrdio da je niz drugih čimbenika (ponajprije smanjenje korištenju miksom virusa)   gotovo sigurno imao veze a odsustvo mačaka je moglo biti minimalnog utjecaja. Izvorni Autori su ispitivali problem u kasnijem odgovoru i zaključili da je učinak korištenja miksoma virusa bio mali i ponovno potvrdili svoju izvornu poziciju.
Dana 4. lipnja 2007. godine, medijsko izdanje australskog saveznog ministra za okoliš i vodne resurse, Malcolma Turnbulla, priopćilo je da su australska i tasmanijska Vlada postignule dogovor o zajedničkom financiranju iskorjenjivanja glodavaca štetnika, uključujući zečeve, kako bi zaštitili otočnu baštinu Macquarija. Plan, procjenjen da će koštati 24 milijuna dolara australskih dolara, je temeljen na sličnom programu iskorjenjivanja na Novom Zelandu Campbell Island, a trebao bi se pratiti lovačkim psima koje je obučavao Steve Austin u razdoblju do sedam godina. Mamci su nehotice utjecali na galebove repaše (Larus dominicanus), ali veći nego fizička razina smrtnosti ptica uzrokovala privremenu obustavu programa. Ostale vrste koje su mamci ubili uključuju divovske petrele (iz reda Procellariiformes ), pomornice i crne patke.
U veljači 2012. godine, The Australian je izvijestio je da su zečevi, štakori i miševi su gotovo iskorijenjeni na otoku.
Do travnja 2012. godine, timovi su pronašli i istrijebili 13 kunića koji su preostali od   2011. Posljednjih pet zečeva su pronađeni u studenom 2011. godine, uključujući i dojenče i četiri mačića. Nijedan svježi zečji znak nije pronađen do srpnja 2013. 8. travnja 2014. Macquarie je službeno proglašen nezaraženim nakon sedam godina nastojanja očuvanja. To je najveći, postignuti program iskorjenjivanja štetnika s otoka.
- Pogled na stijene otoka Macquarie
- Morski slonovi na plaži
- Kraljevski pingvini u zaljevu Lusitania
- Australska arktička postaja
- Zeleni klanac

## Vanjske poveznice
- Macquarie Island oceanic crust  Arhivirana inačica izvorne stranice od 19. kolovoza 2006. (Wayback Machine) (engl.)
- Macquarie Island Station (Australska arktička postaja)